# Química inorgânica

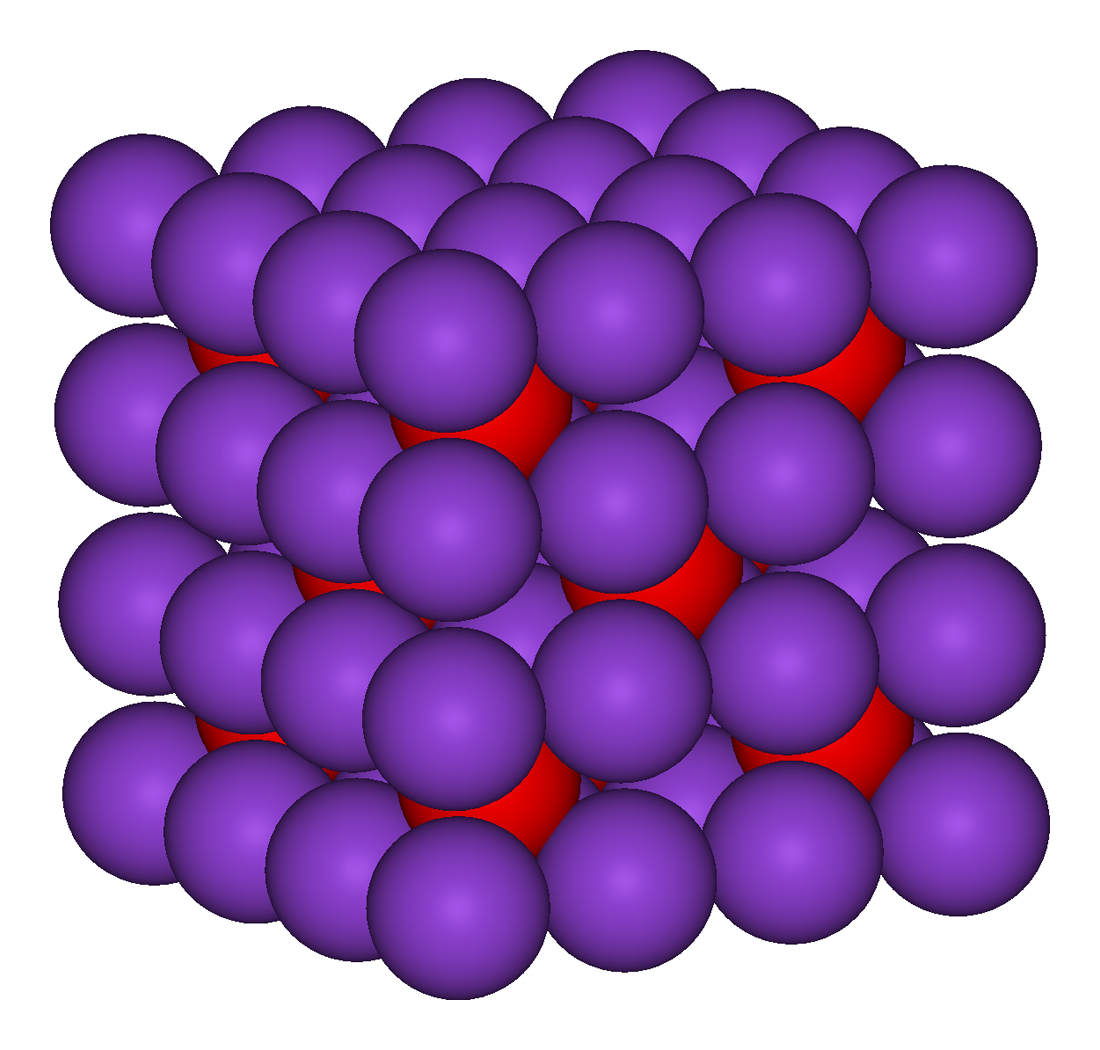
A estrutura iônica do óxido de potássio, K_{2}O.

Química inorgânica ou química mineral é o ramo da química que estuda os elementos químicos, compostos inorgânicos e compostos organometálicos. Investiga as estruturas, propriedades e a explicação dos mecanismos de suas reações e transformações. Os materiais denominados inorgânicos compreendem cerca de 95% das substâncias existentes no planeta Terra.[carece de fontes?]
As chamadas "substâncias inorgânicas", que servem de foco de estudo para a química inorgânica, são divididas em 4 grupos denominados como "funções inorgânicas". São eles:
- Ácidos
- Bases ou hidróxidos
- Sais
- Óxidos

Muitos compostos inorgânicos são sais, constituídos de um cátion e um ânion agrupados por ligação iônica. Um exemplo de sal é o cloreto de magnésio MgCl2, que é constituído do cátion Mg2+ e ânions de cloro Cl−. Nesses compostos, as proporções de íons são tais que a carga elétrica é cancelada, fazendo com que o composto como um todo seja eletricamente neutro. Os íons são descritos por seu estado de oxidação e a facilidade de sua formação pode ser estimada a partir do seu potencial de ionização (para cátions) ou da afinidade eletrônica (ânions) de seus elementos formadores.
Importantes classes de sais inorgânicos são as dos carbonatos, sulfatos e haletos. Muitos dos compostos inorgânicos são caracterizados por um alto ponto de fusão, que se deve à grande força das interações eletrostáticas entre os íons. Sais inorgânicos são tipicamente maus condutores no estado sólido. Outras características importantes são a solubilidade na água e a facilidade de cristalização. Alguns sais, como o cloreto de sódio(NaCl), são muito solúveis em água, enquanto outros, como o sulfato de bário(BaSO4), não o são.
A mais simples reação inorgânica é a da dupla troca, quando da mistura de dois sais iônicos os seus íons são trocados sem a mudança no estado de oxidação. Na reação de oxi-redução, um dos reagentes, o oxidante, diminui seu número de oxidação e o outro reagente, o redutor, tem seu número de oxidação aumentado. O resultado é uma troca de elétrons. A troca de elétrons pode ocorrer indiretamente como também, por exemplo nas baterias, como um conceito chave da eletroquímica.
Quando um dos reagentes contem átomos de hidrogênio, uma reação pode ocorrer pela troca de prótons na química do ácido-base. Em uma definição mais genérica, um ácido que pode ser qualquer substância química capaz de capturar um par de elétrons, é chamado de ácido de Lewis; por outro lado, qualquer molécula que tende a doar um par de elétrons é denominada de base de Lewis. Como um refinamento da interações ácido-base, a teoria HSAB leva em conta a polarização e tamanho dos íons.
Compostos inorgânicos são naturalmente encontrados na natureza como minerais. O solo pode conter sulfeto de ferro como pirita, e o sulfato de cálcio como gipsita. Compostos inorgânicos também podem ser encontrados em outras diversas formas, tais como biomoléculas: eletrólitos (cloreto de sódio), armazenamento de energia (ATP) ou na construção (o polifosfato é o arcabouço do DNA).
O primeiro composto inorgânico feito pelo homem foi o nitrato de amônia para fertilização do solo, produzido pelo processo de Haber. Compostos inorgânicos são sintetizados com o uso de catalisadores tais como pentóxido de vanádio e cloreto de titânio(III), ou com reagentes da química orgânica tais como hidreto de alumínio e lítio.

## História

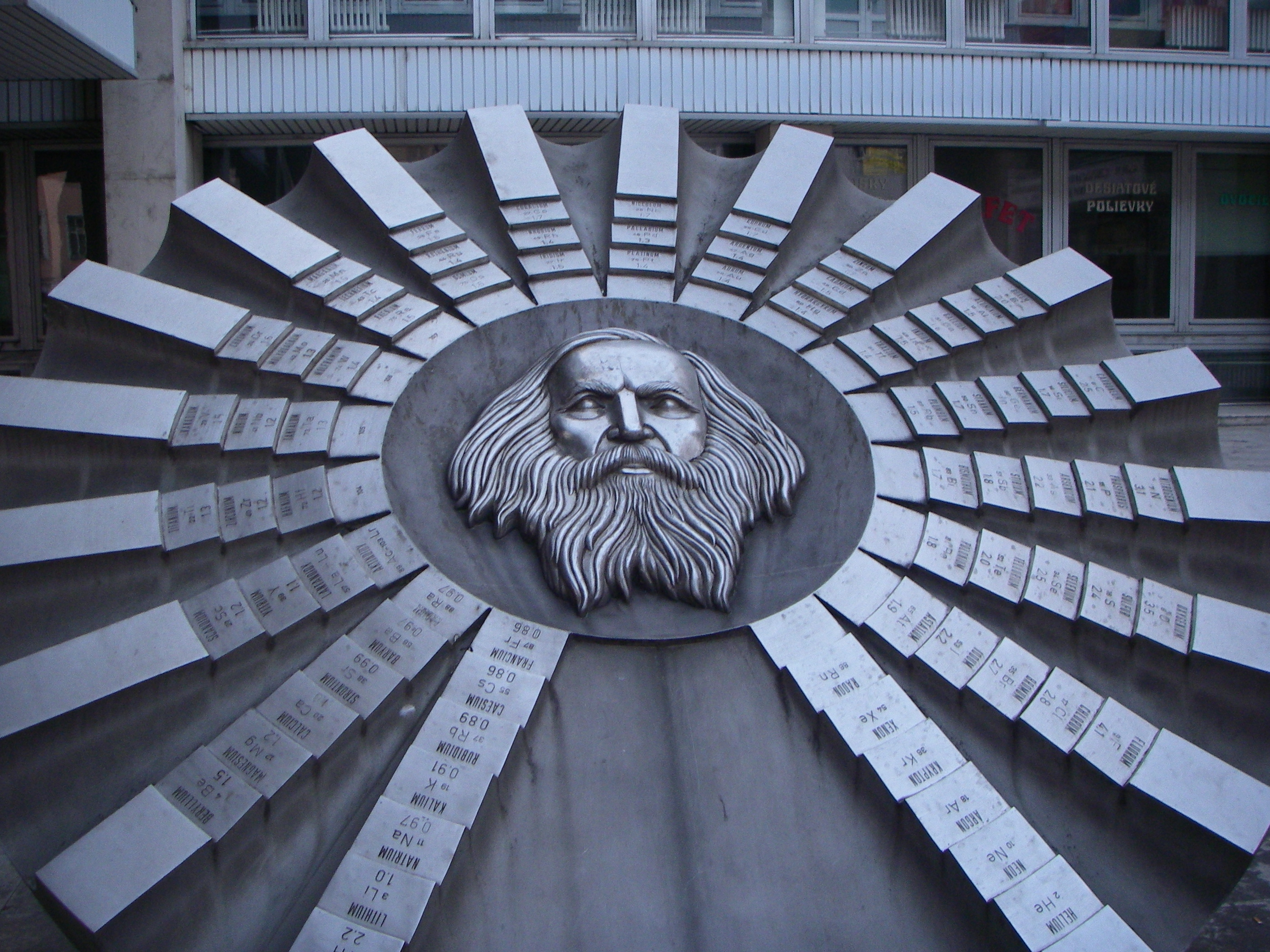
Monumento à tabela periódica na Universidade de Química e Tecnologia de Alimentos em Bratislava na Eslováquia: o químico russo Dmitri Mendeleiev foi o responsável pela organização dos elementos químicos na tabela periódica, chegando inclusive a prever a existência de alguns elementos com base no raciocínio lógico e nas propriedades químicas dos outros elementos.

Muitos materiais inorgânicos e alguns nutrientes já eram conhecidos na antiguidade: a obtenção de metais (ouro, prata, cobre, estanho, chumbo, ferro, mercúrio) a partir de minérios, a indústria cerâmica, a preparação de vidro (Egito), a produção de porcelana (China), os corantes minerais (acetato de cobre (II), alvaiade, cinábrio, Auripigmento), o enxofre para fumo, o cal (para argamassas usadas em construções) e sais tais como o cloreto de sódio (para a preparação de alimentos), o natrão (para a produção de vidro e sabões), e o alume (para uso em curtumes).
Durante o período da alquimia, os métodos de preparação de ácido sulfúrico, ácido clorídrico, ácido nítrico e água régia (uma mistura de ácido clorídrico e ácido nítrico usada dissolver o ouro) já eram conhecidos pelo árabes. O processo de fabricação de ácidos foi posteriormente melhorado significativamente por Johann Rudolph Glauber em meados do século XVI, que ainda desenvolveu um método para a obtenção de ácido clorídrico fumegante. Robert Boyle desenvolveu sua magnum opus "O Químico Cético", abandonando as teorias aristotélicas de alquimia e contemplando a pesquisa experimental e conclusões com base em experimentos. Georg Ernst Stahl e Johann Joachim Becher desenvolveram, em 1700, a teoria do flogisto. Esta teoria, que se manteve por 80 anos até ser refutada, afirmava que as substâncias suscetíveis de sofrer combustão continham o flogisto, e que o processo de combustão consistia basicamente na perda desta substância. A causa da má interpretação da teoria do flogisto era a então substância ainda desconhecida presente no ar, o oxigênio. Joseph Priestley, estudando a composição do ar, percebeu a existência de uma substância no ar, a qual participava dos processos respiratórios e promovia reações de oxidação de metais aos seus óxidos. A teoria de elementos de Boyle considerava que um elemento químico era uma pluralidade de átomos idênticos, indivisíveis. John Dalton foi o primeiro a tabelar um conjunto de pesos atômicos de elementos e Jöns Jacob Berzelius desenvolveu a linguagem de fórmulas com uma ou duas letras latinas para os elementos químicos.
O período seguinte foi a busca de novos elementos químicos, a determinação de seus pesos atômicos exatos e sua caracterização por reações com outras substâncias, sendo esta uma das tarefas mais importantes da química inorgânica. Lothar Meyer e Dmitri Mendeleev ordenaram dos elementos químicos por peso atômico e com base na capacidade de fazer ligações químicas, originando a tabela periódica. Svante Arrhenius, Jacobus Henricus van 't Hoff e Wilhelm Ostwald estimaram a constante de dissociação de sais, ácidos e bases em soluções aquosas. Alfred Werner questionou a validade das teorias e modelos aceitos na química orgânica, estruturando a nova química inorgânica em termos dos conceitos de coordenação e de estereoquímica. A química inorgânica passou por um período de menor atividade, que se estendeu até por volta de 1940. Entretanto, esse foi o período de renovação conceitual, marcado pelo surgimento das teorias quânticas. Com a Segunda Guerra Mundial, o mundo ingressou na era atômica, marcada pelo descobrimento dos elementos transurânicos e pelos avanços na radioquímica. A disponibilização de isótopos permitiu a realização de experimentos importantes sobre o comportamento cinético e mecanístico dos compostos inorgânicos, o qual foi racionalizado por Henry Taube, em 1949, com base nas teorias de ligação. O entendimento lógico do caráter lábil/inerte dos compostos de coordenação lançou a semente dos mecanismos de transferência de elétrons, propostos por Taube em 1953, definitivamente consagrados com o Prêmio Nobel que lhe foi outorgado em 1983.

## Categoria das reações da química inorgânica
Há quatro categorias das reações da química inorgânica: reação de síntese (ou combinação), reação de decomposição, reação de simples troca e reação de dupla troca.

## Grupos da química inorgânica
Na química inorgânica, existem quatro grupos funcionais mais recorrentes: óxidos, ácidos, bases e sais.
Sobre ácidos e bases, podemos dizer que existem diversas teorias e diferentes definições para convencionar e denominar o que é um ácido e uma base. Como se trata de definições, não podemos falar que uma teoria está mais certa que a outra. Desta forma, utilizamos a definição que é mais conveniente para solucionar um determinado problema.
No princípio da química, os ácidos eram identificados por seu gosto azedo, e por seu efeito em certos pigmentos de plantas. As bases eram substâncias que reagiam com os ácidos e formavam sais. A partir desses pressupostos Arrhenius (1884), sugeriu uma das teorias de ácidos e bases mais conhecidas dentro da ciência, e a que é mais difundida no Ensino Médio. Para Arrhenius, ''Substâncias que produziam H+ foram denominadas ácidos e aquelas que produziam OH- bases'' (JD Lee, Química Inorgânica não tão concisa). O estudo de Arrhenius, se limitou à soluções efetuadas exclusivamente em água, que até o final do século XIX, acreditava-se que era o único solvente no qual poderia ocorrer reações iônicas. A definição de ácido-base se tornava muito limitada dessa maneira, ''os conceitos de de ácido e base, definidos para reações aquosas, devem ser ampliados para englobar também solvente não-aquosos.
Explorando as reações de ácidos e bases em solventes diferentes da água, como a amônia líquida, ácido acético glacial e ácido sulfúrico anidro, e também outros solventes que envolvem o hidrogênio, Johannes Nicolaus Brønsted e Thomas Martin Lowry (1923), desenvolveram uma nova concepção de ácidos e bases, para esse conjunto de pesquisadores, ácido é aquilo que tem um potencial de doar um próton ( ou em outra termologia, doar um H+), já uma base é aquilo que tem um potencial de receber um próton ( receber um H+). ''Espécies químicas que diferem na composição apenas por um próton são denominados ''pares conjugados''.  Portanto, cada ácido possui sua respectiva base conjugada que se forma quando o ácido doa um próton. Analogamente, cada base possui um ácido conjugado correspondente.''(JD Lee, Química Inorgânica não tão concisa). Exemplo:  {\displaystyle {\ce {HCl + H2O <-> H3O+ + Cl-}}}. Nesta equação, o HCl atua como ácido, pois ele doa um próton, e o H2O atua como uma base, pois ela recebe um próton. O H3O+ atua como ácido conjugado da base H2O, e o Cl- atua como base conjugada do ácido HCl.
Mais para frente, Gilbert Newton Lewis, trouxe uma nova concepção para ácidos e bases, esta que não dependerá da presença de prótons, apenas de elétrons. Para Lewis, ácidos são substâncias capazes de receber pares de elétrons, e bases são substâncias capazes de doar pares de elétrons. Exemplo: {\displaystyle {\ce {H+ + :NH3 -> [H<-:NH3]+}}} . Nesta equação, o próton H+ é um ácido para Lewis, e a amônia é uma base, pois o par de elétrons livres do nitrogênio pode ser doado para um próton. (JD Lee, Química Inorgânica não tão concisa).
Óxidos são compostos binários derivados do Oxigênio (Exemplo: SO2), a eletronegatividade desse elemento só é menor que a do Flúor. O oxigênio exibe estados de oxidação negativos em todos os seus compostos, com exceção daqueles formados com o Flúor. ''O estado de oxidação -2 é claramente o mais comum, de modo que os compostos nesse estado de oxidação são chamados de óxidos''. ( BROWN, TL. Química a Ciência Central, 13ª ed. pag. 1007).
Sais são sólidos iônicos, formados por um cátion e um ânion através de uma ligação iônica. Os elevados pontos de fusão apenas comprovam o força que uma ligação iônica possui. A interação e força de uma ligação iônica depende da carga e do tamanho dos íons, quanto maior for a carga dos íons, maior as atrações entre cátions e ânions. Um sal pode ser formado a partir de uma reação entre uma base e um ácido de Arrhenius, em que o produtor será o próprio sal e água.

## Campo da química inorgânica
Os maiores ramos da química inorgânica incluem:
- Minerais, tais como sal, amianto, silicatos etc.
- Metais e suas ligas, como ferro, cobre, alumínio, latão, bronze etc.
- Compostos envolvendo elementos não-metálicos, como silício, fósforo, cloro, oxigênio, por exemplo água.
- Compostos de coordenação que envolvem metais de transição e espécies doadoras de elétrons.

Comercialmente, importantes substâncias inorgânicas incluem chips de silício, transistores, monitores de cristal líquido, cabos de fibra óptica e um grande número de catalisadores.
A química inorgânica é baseada na físico-química e forma a base para a mineralogia. Ela frequentemente possui interseções com a geoquímica, química analítica, química ambiental e química organometálica.
O leque da química inorgânica inclui compostos moleculares, os quais podem existir como moléculas discretas, e cristais (estudado(s) pela cristalografia e química do estado sólido).